# Woodiphora kuenburgi
Woodiphora kuenburgi är en tvåvingeart som beskrevs av Schmitz 1956. Woodiphora kuenburgi ingår i släktet Woodiphora och familjen puckelflugor. Inga underarter finns listade i Catalogue of Life.